# Carl Johan Adlercreutz
Hrabě Carl Johan Adlercreutz (27. dubna 1757 Borgå – 21. srpna 1815 Stockholm) byl švédský politik a generál.

## Život
Narodil se na rodinném statku ve Finsku. Ve třinácti letech vstoupil do švédské armády do pluku finské lehké kavalérie. Později studoval vojenskou teorii ve Stockholmu. V roce 1777 narukoval do savolaxské brigády, která chránila finské hranice přes ruskou agresí. Prvních bojů se Adlercreutz zúčastnil až během rusko-švédské války 1788–1790, kde se vyznamenal. V roce 1791 získal hodnost majora a o rok později hodnost velitele švadrony.
V letech 1808–1809 byl jedním z velitelů ve Finské válce. V roce 1813 se zúčastnil bitvy u Lipska a byl následně vyznamenán vojenským řádem Marie Terezie v hodnosti komandér.